# Сандаски (река)
Сандаски (англ. Sandusky River) — река в центральной части севера штата Огайо, США. Длина составляет около 214 км. Название реки восходит к гуронским словам saandusti — «вода (в водных бассейнах)», andusti — «холодная вода».
Берёт начало при слиянии рек Парамур-Крик и Аллен-Ран к северо-западу от поселения Крестлайн, округа Крофорд и Ричленд, на севере центральной части штата Огайо. Течёт преимущественно в западном направлении, протекая через поселения Бакирус и Аппер-Сандаски, а затем в северном и северо-восточном направлении, протекая через поселения Тиффин, Фримонт, Уайтманс-Гров. Впадает в залив Сандаски, озеро Эри.
Американские индейцы и ранние белые поселенцы штата Огайо использовали реку для транспортировки и торговли, а также селились вдоль реки из-за плодородных земель в пойме. В 1970 году правительством штата часть реки Сандаски от Аппер-Сандаски до Фримонта была включена в перечень Государственных живописных рек.